# Helloween (álbum 2021)
Helloween es el nombre del álbum de estudio número 16 de la banda alemana de power metal Helloween, que se lanzó el 18 de junio de 2021. No debe confundirse con su EP Helloween de 1985. El álbum marcó el regreso de Kai Hansen a la guitarra y voz del legendario Michael Kiske desde su salidas en 1989 y 1993, respectivamente. También es el primer álbum de estudio de Helloween desde My God-Given Right  de 2015, siendo su periodo de seis años el más largo entre dos álbumes en la historia de la banda, y la primera vez que han grabado un álbum con más de un cantante (excluidas colaboraciones), con Kai Hansen, Michael Kiske y Andi Deris todos compartiendo deberes vocales. El disco fue un éxito de crítica y público, alcanzando el número uno en ventas en varios países, como Alemania, España o Reino Unido. También alcanzó el puesto más alto de un álbum de Helloween en el Billboard estadounidense (35), superando así incluso a los Keepers.

## Lista de canciones
| N.º | Título                | Escritor(es)           | Duración |  |
| 1.  | «Out for the Glory»   | Michael Weikath        | 7:18     |  |
| 2.  | «Fear of the Fallen»  | Andi Deris             | 5:38     |  |
| 3.  | «Best Time»           | Sascha Gerstner, Deris | 3:35     |  |
| 4.  | «Mass Pollution»      | Deris                  | 4:14     |  |
| 5.  | «Angels»              | Gerstner               | 4:42     |  |
| 6.  | «Rise Without Chains» | Deris                  | 4:56     |  |
| 7.  | «Indestructible»      | Markus Grosskopf       | 4:42     |  |
| 8.  | «Robot King»          | Weikath                | 7:07     |  |
| 9.  | «Cyanide»             | Deris                  | 3:29     |  |
| 10. | «Down in the Dumps»   | Weikath                | 6:01     |  |
| 11. | «Orbit»               | Kai Hansen             | 1:04     |  |
| 12. | «Skyfall»             | Hansen                 | 12:11    |  |

### Pistas adicionales
| N.º | Título            | Duración |  |
| 13. | «Golden Times»    | 4:47     |  |
| 14. | «Save My Hide»    | 3:11     |  |
| 15. | «We Are Real»     | 4:24     |  |
| 16. | «Pumpkins United» | 6:21     |  |

## Integrantes
| Helloween - Kai Hansen – vocalista, guitarra - Andi Deris – vocalista - Michael Kiske – vocalista - Michael Weikath – guitarra - Sascha Gerstner – guitarra - Markus Grosskopf – bajo - Daniel Löble – batería | Invitados - Matthias Ulmer - Teclados - Jens Johansson – teclados en "Skyfall" - Tim Hansen - solo de guitarra en "Skyfall" - Dennis Ward - bajo en "Robot King" - Xavier Russell - narración de "Out for the Glory" Producción - Charlie Bauerfeind, Dennis Ward - producción, mixing - Eliran Kantor - cover artwork - David & Silke Bredebach - webpage & webshop |